# Sandsjön, Dalsland
Sandsjön är en sjö i Dals-Eds kommun i Dalsland och ingår i Göta älvs huvudavrinningsområde. Sjön är 52 meter djup, har en yta på 0,768 kvadratkilometer och befinner sig 125 meter över havet. Sjön avvattnas av vattendraget Stamnåraälven.

## Delavrinningsområde
Sandsjön ingår i det delavrinningsområde (655345-128163) som SMHI kallar för Utloppet av Sandsjön. Medelhöjden är 169 meter över havet och ytan är 6,97 kvadratkilometer. Räknas de 7 avrinningsområdena uppströms in blir den ackumulerade arean 43,91 kvadratkilometer. Stamnåraälven som avvattnar avrinningsområdet har biflödesordning 3, vilket innebär att vattnet flödar genom totalt 3 vattendrag innan det når havet efter 293 kilometer. Avrinningsområdet består mestadels av skog (90 procent). Avrinningsområdet har 0,91 kvadratkilometer vattenytor vilket ger det en sjöprocent på 5,7 procent.